# قزاقمیس

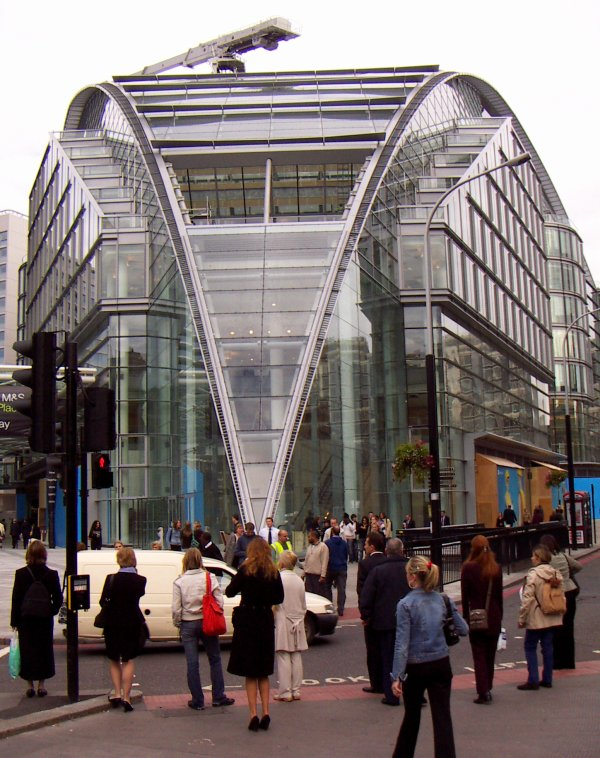
ساختمان مرکزی شرکت قزاقمیس در شهر لندن

قزاقمیس (به انگلیسی: Kazakhmys) شرکت استخراج معادن قزاقستانی مستقر در بریتانیا است، که در زمینه استخراج معادن مس، روی، نقره و طلا فعالیت می‌کند.
شرکت قزاقمیس در سال ۱۹۳۰ تأسیس شد و هم‌اکنون اپراتور ۱۶ معدن زیرزمینی و مالک ۲ کارخانه پالایش و تولید فلزات گرانبها در کشور قزاقستان است. دفتر مرکزی این شرکت در شهر لندن، بریتانیا مستقر می‌باشد و دفتر مرکزی بزرگترین شرکت تابعه قزاقمیس نیز در شهر قراغندی، قزاقستان قرار دارد.
بخشی از سهام شرکت قزاقمیس در بازارهای بورس لندن، بورس اوراق بهادار هنگ کنگ و بورس قزاقستان معامله می‌شود. شرکت قزاقمیس مالک ۲۲ درصد از سهام شرکت منابع طبیعی اوراسیا می‌باشد. اولگ نواچوک از سال ۲۰۰۷ به‌عنوان مدیر عامل این شرکت فعالیت می‌کند.